# Louis Lucien Brasil
Louis Lucien Brasil (* 5. September 1865 in Paris im 13. Arrondissement; † 13. Oktober 1918 in Luc-sur-Mer) war ein französischer Geologe, Paläontologe, Zoologe und insbesondere Ornithologe.

## Leben und Wirken
Brasil arbeitete 21 Jahre an der wissenschaftlichen Fakultät der Universität Caen. Hier bekam er als Student seine wissenschaftliche Ausbildung, aus der er schließlich seine Karriere entwickelte. Am 7. Januar 1897 wurde er dort Präparator für Zoologie. Am 1. Juni 1906 war er unter der Schirmherrschaft von Jean Joyeux-Laffuie (1852–1917) verantwortlich für die Organisation einer zoologischen Konferenz. Bei derselben Konferenz am 1. Juni 1910 trat er als Dozent auf und wurde schließlich am 1. Januar 1911 Assistenzprofessor. Nach dem Tod von Joyeux-Laffuie im Oktober 1917 übernahm er die Leitung der Abteilung Zoologie.
Seine wissenschaftlichen Werke sind zahlreich und äußerst vielseitig. Geprägt von seinem Vater beschäftigte er sich zunächst mit den Forschungsgebieten Geologie und Paläontologie. Erfolgreiche Ausgrabungen im Tertiärgebiet von Cotentin und im Sand in der Gegend um Lisieux versorgten ihn mit zahlreichem Material für seine Forschungen. Hier publizierte er u. a. über Erdgeschichtliches aus der Normandie in der Zeit des Unterjura und Bajocium, sowie über Ammoniten aus der Region. Später verlegte er seinen Forschungsschwerpunkt auf die Naturkunde.
Nach dem Eintritt ins zoologische Institut in Caen widmete er sich voll und ganz dieser Disziplin. Seine Studien über Apicomplexa, Gregarinen und promovierte über den Verdauungstrakt der Vielborster. Seine Doktorarbeit aus dem Jahr 1904 trug den Titel Contribution à la connaissance de l’appareil digestif des Annélides Polychètes. L'épithélium intestinal de la Pectinaire.
Brasil bekam Zugriff auf die reichhaltige Sammlung des naturhistorischen Museums von Caen. Nach und nach publizierte er einen Katalog über die Wale im Museum und seine Beobachtungen jener an der Küste des Département Calvados. Zusammen mit Georges Pennetier (1836–1923) arbeitete er die Unterschiede eines Steppenzebras im Museum von Rouen im Vergleich zu anderen Publikationen heraus. Mit Henri Gadeau de Kerville (1858–1940) arbeitete er 1904 an einem Artikel über die Seeschnepfe (Centriscus scolopax) zusammen. Viele seiner ornithologischen Arbeiten erschienen in Revue française d’ornithologie. Außerdem publizierte er ein wichtiges Buch über die Vögel des Süßwassers, der Küsten und der Sümpfe Frankreichs, Belgiens und der britischen Inseln. So erwarb er sich unter den Ornithologen ein so hohes Ansehen, dass Philogène Auguste Galilée Wytsman (1866–1925) ihn für mehrere Kapitel für sein Werk Genera Avium gewann. Hierin bearbeitete Brasil die Kraniche (Gruidae) (Teil 19, 1913), die Kasuare (Casuariidae) (Teil 20, 1913), die Kagu (Rhynochetidae) (Teil 21, 1913), die Kiwis (Apterygidae) (Teil 22, 1913), die Emus (Dromaiidae) (Teil 25, 1914) und die Stelzenrallen (Mesitidae) (Teil 26, 1914). Am Ende seines Lebens arbeitete er an einem Werk über Vögel der pazifischen Inseln, das aber nicht mehr veröffentlicht wurde.
Brasil galt als ausgezeichneter Lehrmeister, der durch seine präzisen, abwechslungsreichen und praxisnahen Vorlesungen bei seinen Studenten sehr beliebt war. Für viele Forscher des Instituts gab er den Leitfaden zu einer erfolgreichen Forschung vor.
In den Kriegszeiten diente er trotz zusätzlichen Belastungen als Direktor der Abteilung Bakteriologie bei der Bekämpfung einer der schwersten Epidemien dieser Zeit. Seit 1911 gehörte er dem Hochschulrat an. Im Jahr 1907 bekam er den Orden L'Instruction publique und 1911 das Verdienstkreuz Ordre national du Mérite verliehen.
Am Ende seiner Karriere erkrankte Brasil schwer. Er hinterließ die Witwe Marie Blanche geb. Leforestier, die er am 30. Januar 1902 in Caen geheiratet hatte, und seine Töchter Adrienne Marie Louise Jeanne (1893-) und Susanne Adele (1894–1976).

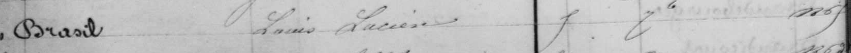
Eintrag seine Geburt im 13. Arrondissement von Paris

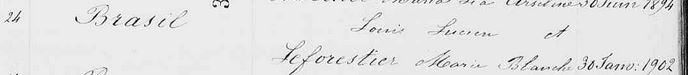
Eintrag der Eheschließung von Louis Lucien Brasil mit Marie Blanche Leforestier am 30. Januar 1902

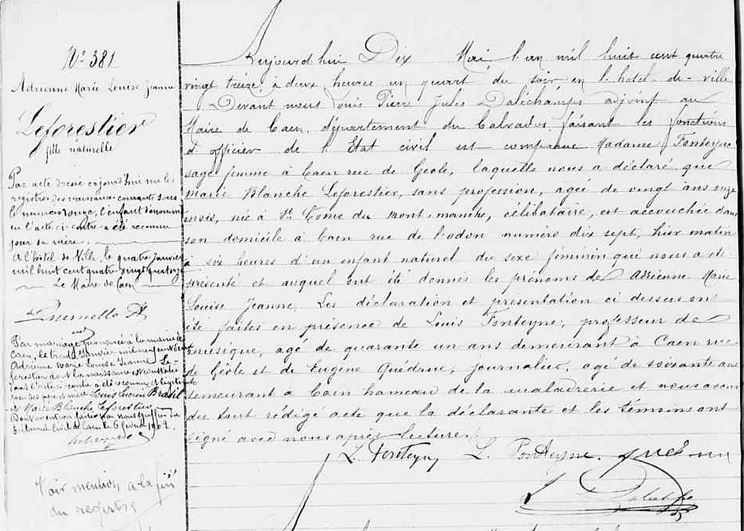
Geburtsurkunde Marie Louise Jeanne Leforestier später Brasil vom 10. Mai 1893 in Caen
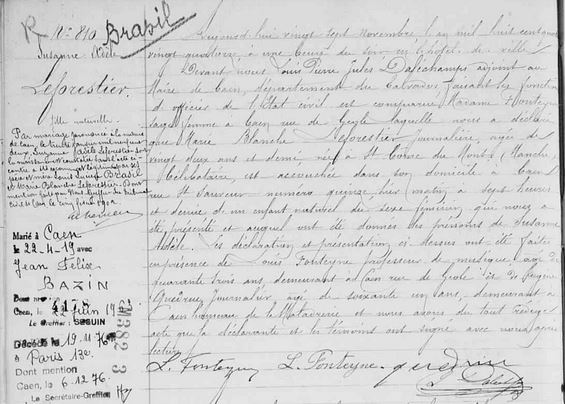
Geburtsurkunde Susanne Adele Leforestier (1894–1976) später Brasil vom 27. November 1894 in Caen verheiratet mit Jean Felix Bazin

## Mitgliedschaften
Brasil war korrespondierendes Mitglied der American Ornithologists’ Union, seit 1917 ausländisches Mitglied der British Ornithologists’ Union, seit 1893 Mitglied der Société Linnéenne de Normandie, deren Präsident er im Jahre 1912 wurde.

## Erstbeschreibungen durch Louis Lucien Brasil
Brasil beschrieb eine Unterart des Götzenliests (Todiramphus sanctus canacorum (Brasil, 1916)) und des Tahitisturmvogels (Pseudobulweria rostrata trouessarti (Brasil, 1917)) neu für die Wissenschaft. Andere Unterarten wie beispielsweise der Australische Fischadler (Pandion haliaetus microhaliaetus (Brasil, 1916)) (entspricht der Nominatform), der Australien-Schleiereule (Tyto javanica lifuensis (Brasil, 1916)) (entspricht Tyto javanica delicatula), der Keilschwanzmilan (Haliastur sphenurus johannae (Brasil, 1916)) (entspricht Nominatform) und des Südsee-Sumpfhuhns (Zapornia tabuensis caledonica (Brasil, 1917)) stellten sich später als Synonyme heraus.

## Dedikationsnamen
Alexandre Bigot (1863–1953) ehrte ihn 1937 im Namen der fossilen marinen Schneckenart Oonia brasili.

## Schriften (Auswahl)
- Note sur le lias supérieur du Calvados. In: Bulletin de la Societe Linneenne de Normandie. Serie 4, Band 7, 1893, S. 42–43 (gallica.bnf.fr [abgerufen am 9. Dezember 2015]).
- Étude sur le Niveau à Ammonites Opalinus en Normandie. In: Bulletin de la Société géologique de Normandie. Band 15, 1894, S. 37–41 (biodiversitylibrary.org [abgerufen am 9. Dezember 2015]).
- Céphalopodes nouveaux ou peu connus des étages jurassiques de Normandie. In: Bulletin de la Société géologique de Normandie. Band 16, 1894, S. 27–46 (biodiversitylibrary.org [abgerufen am 9. Dezember 2015]).
- Les Divisions de la Zone a Lytoceras Jurense en Normandie. In: Bulletin de la Societe Linneenne de Normandie. Serie 4, Band 9, 1895, S. 34–39 (gallica.bnf.fr [abgerufen am 9. Dezember 2015]).
- Remarques sur la constitution du Toarcien supérieur dans le Calvados. In: Bulletin de la Societe Linneenne de Normandie. Serie 4, Band 9, 1895, S. 147–151 (gallica.bnf.fr [abgerufen am 9. Dezember 2015]).
- Sur le Lias supérieur et le Bajocien de Tilly-sur-Seulles et de Feuguerolles. In: Bulletin du Laboratoire de Géologie de la Faculté des Sciences de Caen. Band 2, 1895, S. 167–169.
- Observations sur le Bajocien en Normandie. In: Bulletin du Laboratoire de Géologie de la Faculté des Sciences de Caen. Band 2, 1896, S. 223–243.
- Les genres Peltoceras et Cosmoceras dans les couches de Dives et de Villers-sur-Mer. In: Bulletin de la Société géologique de Normandie. Band 17, 1896, S. 36–49 (biodiversitylibrary.org [abgerufen am 9. Dezember 2015]).
- Notes sur l’intestin de la Pectinaire (‘Lagis koreni’ Malmgren). In: Archives de zoologie expérimentale et générale. Serie 3, Band 10, 1902, S. I–VII.
- Joyeuxella toxoides n. g. n. sp. Sporozoaire parasite de l’epitheliuru intestinal de Lagis Koreni Malmgr. In: Archives de zoologie expérimentale et générale. Serie 3, Band 10, 1902, S. V–VIII.
- Origine et role de la secretion des coecums oesophagiens de l’Arenicole. In: Archives de zoologie expérimentale et générale. Serie 4, Band 1, 1903, S. VI–XIII (gallica.bnf.fr [abgerufen am 9. Dezember 2015]).
- Rapport sur le mouvement scientifique. In: Assises scientifiques, littéraires et artistiques, fondées par Arcisse de Caumont. Serie 3, 1903.
- Contribution à la connaissance de l’appareil digestif des Annélides Polychètes. L'épithélium intestinal de la Pectinaire. In: Archives de zoologie expérimentale et générale. Serie 4, Band 2, 1904, S. 91–256 (biodiversitylibrary.org [abgerufen am 9. Dezember 2015]).
- mit Alexandre Bigot: Sur la faune des sables jurassiques supérieurs du Calvados. In: Mémoires de la Société Linnéenne de Normandie. Serie 2, Band 1, 1904, S. 85–106.
- mit Henri Gadeau de Kerville: Note sur un Centrisque bécasse (Centriscus scolopax L.), Poisson acanthoptérygien pêché dans le département du Calvados (avec une planche en photocollographie). In: Bulletin de la Société des Amis des sciences naturelles de Rouen. Serie 4, Band 40, 1904, S. 199–200.
- La résorption phagocytaire des élements reproducteurs dans les vésicules séminales du Lumbricus herculeus Sav. In: Comptes rendus hebdomadaires des séances de l’Académie des sciences. Band 140, 1905, S. 597–599 (gallica.bnf.fr [abgerufen am 9. Dezember 2015]).
- La genèse et l’anisogamie chez les Monocystis du Lombric. In: Comptes rendus hebdomadaires des séances de l’Académie des sciences. Band 140, 1905, S. 735–738 (gallica.bnf.fr [abgerufen am 9. Dezember 2015]).
- Eleutheroschizon duboscqi sporozoaire nouveau parasite de Scoloplos armiger O. F. Muller. In: Archives de zoologie expérimentale et générale. Serie 4, Band 4, 1905, S. XVII–XXII (biodiversitylibrary.org [abgerufen am 9. Dezember 2015]).
- Recherches sur la reproduction des grégarines monocystidées. In: Archives de zoologie expérimentale et générale. Serie 4, Band 3, 1905, S. 17–38 (biodiversitylibrary.org [abgerufen am 9. Dezember 2015]).
- Nouvelles Recherches Sur la Reproduction des Grégarimes Monocystidées. In: Archives de zoologie expérimentale et générale. Serie 4, Band 4, 1905, S. 69–100 (biodiversitylibrary.org [abgerufen am 9. Dezember 2015]).
- Recherches sur le cycle évolutif des Selenidiidae. Grégarines parasites d'Annélides polychètes. I, La Schizogonie et la croissance des gamétocytes chez Selenidium caulleryi n.sp. In: Archiv für Protistenkunde. Band 8, 1907, S. 370–397.
- Les Cétacés du Musee d'Histoire Naturelle de Caen. In: Bulletin de la Societe Linneenne de Normandie. Serie 6, Band 1, 1909, S. 157–162 (biodiversitylibrary.org [abgerufen am 9. Dezember 2015]).
- Documents sur quelques Sporozoaires d'Annélides. In: Archiv für Protistenkunde. Band 16, 1909, S. 107–142.
- Georges Pennetier: Note sur le nouveau Zèbre du Muséum d'Histoire Naturelle de Rouen << Equus Burchellii zambeziensis Prazak >>. In: Bulletin de la Societe Linneenne de Normandie. Serie 6, Band 2, 1910, S. 101–110 (biodiversitylibrary.org [abgerufen am 9. Dezember 2015]).
- A propos des Expériences instituées pour l'étude des Déplacements des Oiseaux Migrateurs. In: Revue française d’ornithologie. Band 1, Nr. 10, 1910, S. 150–152 (biodiversitylibrary.org [abgerufen am 9. Dezember 2015]).
- Notes sur quelques oiseaux remarquables du Musée d'histoire naturelle de Caen. In: Revue française d’ornithologie. Band 2, Nr. 23, 1911, S. 33–35 (biodiversitylibrary.org [abgerufen am 9. Dezember 2015]).
- Captures d’oiseaux marqués. In: Revue française d’ornithologie. Band 2, Nr. 24, 1911, S. 78 (biodiversitylibrary.org [abgerufen am 9. Dezember 2015]).
- Notes sur quelques oiseaux remarquables du Musée d'histoire naturelle de Caen. In: Revue française d’ornithologie. Band 2, Nr. 29/30, 1911, S. 145–147 (biodiversitylibrary.org [abgerufen am 9. Dezember 2015]).
- Un oiseau étient de la Réunion: Fregilupus varius (Bodd.). In: Bulletin de la Societe Linneenne de Normandie. Serie 6, Band 4, 19810/11, 1913, S. 16–29, Tafel 2 & 3 (biodiversitylibrary.org [abgerufen am 9. Dezember 2015]).
- Sur l’orgine des Casse-Noix observés en 1911 dans l’Europe occidentale. In: Revue française d’ornithologie. Band 2, Nr. 38, 1912, S. 318–319 (biodiversitylibrary.org [abgerufen am 9. Dezember 2015]).
- Contributions à la connaissance des Cétacés observés sur les côtes de France: I. Grampus . griseus (Cuv.). In: Mémoires de la Société linnéenne de Normandie. Band 24, 1912, S. 1–26.
- Sur un Canard casarca, Casarca ferruginea (Pall.), tué à Hototen-Auge. In: Bulletin de la Societe Linneenne de Normandie. Serie 6, Band 6, 1913, S. 31–33 (biodiversitylibrary.org [abgerufen am 9. Dezember 2015]).
- L’Emeu de l’ile King. In: Bulletin de la Societe Linneenne de Normandie. Serie 6, Band 6, 1913, S. 76–97 (biodiversitylibrary.org [abgerufen am 9. Dezember 2015]).
- Notes sur quelques oiseaux remarquables du Musée d'histoire naturelle de Caen. In: Revue française d’ornithologie. Band 3, Nr. 49, 1913, S. 71–72 (biodiversitylibrary.org [abgerufen am 9. Dezember 2015]).
- Les oiseaux d’eau, de rivage et de marais de France, de Belgique & des îles Britanniques. Méthode pratique pour déterminer rapidement et facilement, sans connaissances spéciales, tous les oiseaux fréquentant la mer, les eaux douces et leur voisinage. Avec 142 figures. J. B. Baillière et fils, Paris 1914.
- in Philogène Auguste Galilée Wytsman: Grues. Fam. Gruidæ in Genera Avium. Nr. 19. V. Verteneuil & L. Desmet, Brüssel 1913 (biodiversitylibrary.org [abgerufen am 9. Dezember 2015]).
- in Philogène Auguste Galilée Wytsman: Casuarii. Fam. Casuariidæ in Genera Avium. Nr. 20. V. Verteneuil & L. Desmet, Brüssel 1913 (biodiversitylibrary.org [abgerufen am 2. Dezember 2015]).
- in Philogène Auguste Galilée Wytsman: Grues. Fam. Rhinochetidæ in Genera Avium. Nr. 21. V. Verteneuil & L. Desmet, Brüssel 1913 (biodiversitylibrary.org [abgerufen am 9. Dezember 2015]).
- in Philogène Auguste Galilée Wytsman: Apteryges. Fam. Apterygidæ in Genera Avium. Nr. 22. V. Verteneuil & L. Desmet, Brüssel 1913 (biodiversitylibrary.org [abgerufen am 9. Dezember 2015]).
- in Philogène Auguste Galilée Wytsman: Casuarii, Fam. Dromaiidæ in Genera Avium. Nr. 25. V. Verteneuil & L. Desmet, Brüssel 1914 (biodiversitylibrary.org [abgerufen am 9. Dezember 2015]).
- in Philogène Auguste Galilée Wytsman: Mesites, Fam. Mestidæ in Genera Avium. Nr. 26. V. Verteneuil & L. Desmet, Brüssel 1914 (biodiversitylibrary.org [abgerufen am 9. Dezember 2015]).
- Passage anormal du Chavalier brun dans le Calvados. In: Revue française d’ornithologie. Band 4, Nr. 61, 1914, S. 303–304 (biodiversitylibrary.org [abgerufen am 9. Dezember 2015]).
- Sur les noms génériques Mestites, Mesoenas et Mesitornis. In: Revue française d’ornithologie. Band 4, Nr. 66/67, 1914, S. 382–383 (biodiversitylibrary.org [abgerufen am 9. Dezember 2015]).
- Notes sur une collection d’oiseaux de la Nouvelle-Calédonie et de Lifou. In: Revue française d’ornithologie. Band 4, Nr. 80, 1916, S. 193–204 (biodiversitylibrary.org [abgerufen am 9. Dezember 2015]).
- Notes sur une collection d’oiseaux de la Nouvelle-Calédonie et de Lifou. In: Revue française d’ornithologie. Band 4, Nr. 82, 1916, S. 219–223 (biodiversitylibrary.org [abgerufen am 9. Dezember 2015]).
- A propos de la capture en France d’Oiseaux bagués dans les Iles-Britanniques. In: Revue française d’ornithologie. Band 4, Nr. 86, 1916, S. 295 (biodiversitylibrary.org [abgerufen am 9. Dezember 2015]).
- Deux captures intéressantes pour le Calvados. In: Revue française d’ornithologie. Band 4, Nr. 88/89, 1916, S. 324–325 (biodiversitylibrary.org [abgerufen am 9. Dezember 2015]).
- Le Nom de Genre « Mesites ». – Rectification. In: Revue française d’ornithologie. Band 5, Nr. 104, 1917, S. 179–180 (biodiversitylibrary.org [abgerufen am 9. Dezember 2015]).
- What is Turdus minutus Forster, From Cook’s “Botany Island”. In: The Ibis. Serie 10, Band 5, 1917, S. 422–428 (biodiversitylibrary.org [abgerufen am 9. Dezember 2015]).
- Notes sur la faune ornithologique de l’Océanie. In: Bulletin du Muséum national d’histoire naturelle. Band 23, 1917, S. 429–441 (biodiversitylibrary.org [abgerufen am 9. Dezember 2015]).
- Sur un cas de tuberculose observé chez un Goéland à l’état sauvage. In: Revue française d’ornithologie. Band 5, Nr. 109, 1918, S. 255–256 (biodiversitylibrary.org [abgerufen am 9. Dezember 2015]).